# Краснознаменск (Калининградска област)
Краснознаменск (на руски: Краснознаменск) е град в Русия, административен център на Краснознаменски район, Калининградска област. Населението на града към 1 януари 2018 е 3188 души.